# Visconti (Familienname)
Visconti  ist ein italienischer Familienname.

## Namensträger
- Adriano Visconti (1905–1945), italienischer Pilot im Zweiten Weltkrieg
- Alfonso Visconti (1552–1608), italienischer Kardinal
- Ambrogio Visconti († 1373), italienischer Condottiere
- Antonia Visconti (1350–1405), Gräfin von Württemberg
- Antonio Eugenio Visconti (1713–1788), italienischer Kardinal
- Azzo Visconti (1302–1339), Stadtherr von Mailand
- Bartolomeo Aicardi Visconti (1402–1457), italienischer Geistlicher und Bischof von Novara
- Bernabò Visconti (1323–1385), Stadtherr von Mailand
- Ercole Visconti (1646–1712), italienischer Geistlicher, Titularerzbischof und päpstlicher Diplomat
- Emilio Visconti-Venosta (1829–1914), italienischer Politiker
- Ennio Quirino Visconti (1751–1818), italienischer Archäologe
- Eriprando Visconti (1932–1995), italienischer Filmregisseur
- Federico Visconti (1617–1693), italienischer Erzbischof und Kardinal
- Filippo Maria Visconti (1392–1447), nominell Regent von Pavia
- Filippo Maria Visconti (Bischof) (1721–1801), italienischer Geistlicher und Erzbischof von Mailand
- Filippo Aurelio Visconti (1754–1831), italienischer Klassischer Archäologe
- Francesco Visconti († 1681), italienischer Geistlicher und Bischof
- Galeazzo I. Visconti (1277–1328), Stadtherr von Mailand
- Galeazzo II. Visconti (1320–1378), Stadtherr von Mailand
- Galeazzo Visconti (Diplomat) (1455/1456–vor 1531), italienischer Jurist und Diplomat
- Gary Visconti (* 1945), US-amerikanischer Eiskunstläufer
- Gasparo Visconti (1683–1713), italienischer Komponist
- Giammaria Visconti di Modrone (1935–2015), italienischer Unternehmer und Fußballfunktionär
- Gian Galeazzo Visconti (1351–1402), Herzog von Mailand
- Giovanni Visconti (Kardinal) († 1278), Kardinalbischof von Sabina
- Giovanni Visconti (Erzbischof) (1290–1354), Erzbischof von Mailand
- Giovanni Visconti (Radsportler) (* 1983), italienischer Radsportler
- Giovanni Visconti-Venosta (1831–1906), italienischer Schriftsteller und Politiker
- Giovanni Battista Visconti (1722–1784), italienischer Archäologe
- Giovanni Battista Visconti (Bischof) (1644–1713), Bischof von Novara
- Giovanni Francesco Marazzani Visconti (1755–1829), italienischer Geistlicher
- Giovanni Maria Visconti (1388–1412), Herzog von Mailand
- Giulio Visconti Borromeo Arese (1664–1750), italienischer Diplomat
- Giuseppe Arconati Visconti (1797–1873), italienischer Politiker
- Hannibal von Visconti (1660–1747), k.k. Feldmarschall
- Ignazio Visconti (1682–1755), italienischer Generaloberer der Jesuiten
- Ilse Fuglsang-Visconti (1895–1988), dänische Komponistin
- Leonardo Visconti di Modrone (* 1947), italienischer Diplomat
- Louis Visconti (1791–1853), französischer Architekt
- Luchino Visconti (Regent) (1287–1349), Stadtherr von Mailand
- Luchino Visconti (1906–1976), italienischer Theater- und Filmregisseur
- Luigi Visconti (1913–1971), italienischer Schauspieler, siehe Fanfulla (Schauspieler)
- Maddalena Visconti (1366–1404), Herzogin von Bayern-Landshut
- Marco Visconti (1353–1382), Statthalter von Parma
- Matteo I. Visconti (1250–1322), Stadtherr von Mailand
- Matteo II. Visconti († 1355), Erzbischof von Mailand
- Onorato Visconti, italienischer römisch-katholischer Geistlicher und päpstlicher Diplomat
- Ottone Visconti (1207–1295), Erzbischof von Mailand
- Paolo Visconti, italienischer Chirurg (um 1790)
- Pietro Ercole Visconti (1802–1880), italienischer Archäologe
- Sebastiano Visconti Prasca (1883–1961), italienischer Generalleutnant
- Stefano Visconti (1288–1327), italienischer Adliger
- Taddea Visconti (1352–1381), Herzogin von Bayern
- Tony Visconti (* 1944), US-amerikanischer Musikproduzent und Musiker
- Valentina Visconti (1368–1408), Herzogin von Orléans
- Viridis Visconti (1350–1414), Herzogin von Mailand und Österreich